# Крум Миланов
Крум Миланов Рангелов (Боримечката) е деец на БРП (к), български офицер подполковник.

## Биография
Крум Миланов е роден в град Цариброд, тогава в България. Семейството след Първата световна война се преселва в България. Член на БРП (к). Включва се в стачката на железничарите (1934).
Участва в комунистическото Съпротивително движение по време на Втората световна война. Партизанин и командир на Царибродския партизански отряд „Момчил войвода“ (1944).
След 9 септември 1944 г. служи в БНА. Офицер в Политическото управление, Разузнавателния отдел на Генералния щаб и тила на Трета армия (1944 – 1951). Военно звание подполковник.
Арестуван заедно със Здравко Георгиев по измислено „обвинение в шпионаж в полза на Югославия“. Осъден на смърт (1952). Наблюдаващият прокурор отказва да присъства при изпълнението на присъдата. Заменена е с 20 г. затвор. Впоследствие е помилван след гаранции на Георги Цанков и Борис Тасков (1956).